# Kateryna Monzul
Kateryna Volodymyrivna Monzul (en ucraniano: Катерина Володимирівна Монзуль en ruso: Екатерина Владимировна Монзуль), (5 de julio de 1981) es una árbitra de fútbol ucraniana internacional desde el 2004.

## Trayectoria
Su primer partido internacional fue en septiembre de 2005, entre las selecciones de Finlandia y Polonia. Arbitró la final de la Liga de Campeones femenina de la UEFA 2013-14.
En 2014 fue votada como la segunda mejor árbitra del mundo por la Federación Internacional de Historia y Estadística de Fútbol (IFFHS), detrás Bibiana Steinhaus. Monzul habla con fluidez  Inglés y tiene una licenciatura en arquitectura y urbanismo de Academia Nacional de Economía Municipal de Járkov. 
Monzul arbitró el partido inaugural de la Copa Mundial Femenina de Fútbol de 2015, en la que se da una polémica por un penal pitado en tiempo suplementario con el cual Canadá venció a China por 1-0. Además en el mismo mundial arbitró la final el 5 de julio de 2015 entre Estados Unidos y Japón.
En febrero de 2022, Monzul huyó de Ucrania, su país natal, tras la invasión rusa.
El 31 de julio de 2022 arbitró la final de la Eurocopa Femenina 2022 en el estadio de Wembley, que ganó Inglaterra por 2-1 a Alemania tras la prórroga.
En 2019, fue seleccionada para la Copa Mundial Femenina de Fútbol de 2019.
Así mismo, en 2023, fue seleccionada para asistir a la Copa Mundial Femenina de Fútbol de 2023

## Estadísticas

### Distinciones individuales
| Distinción                      | Año  |
| ------------------------------- | ---- |
| Mejor Árbitra del Mundo (IFFHS) | 2015 |